# Właśnie leci kabarecik
Właśnie leci kabarecik – program rozrywkowy Telewizji Polskiej realizowany przez Olgę Lipińską w latach 1974–1977. Program powstał specjalnie na potrzeby Studia 2 i był w tym okresie jego główną pozycją rozrywkową. Składał się z 12 odcinków, przy czym w odcinku 11. kabarecik był oficjalnie „rozwiązywany” przez Naczelnika Bączka (w tej roli Marian Kociniak), a w 12. Olga Lipińska zainscenizowała niezapomniany fragment Zemsty Aleksandra Fredry (w roli Cześnika – Piotr Fronczewski, natomiast Dyndalskiego gra najpierw Barbara Wrzesińska, a w chwilę później Jan Kobuszewski). Odcinków 11. i 12. nie powtórzono w reemisji TV Polonia w 1995 roku.
Bezpośrednim poprzednikiem Właśnie leci kabarecik był cykl kabaretowych widowisk rozrywkowych Gallux Show z pierwszej połowy lat 70., a jego kontynuację stanowił realizowany pod koniec dekady, specjalnie dla bloku Tylko w niedzielę cykl Kabaret Olgi Lipińskiej w jego pierwszej wersji, której nieoficjalny tytuł brzmiał Kurtyna w górę.
Półgodzinny program prezentował absurdalny humor w wykonaniu stałej grupy aktorów. Program prowadził schizofreniczny prezenter Pan Piotruś – Piotr Fronczewski (rozpoczynał słowami Witam państwa jak zwykle niezwykle serdecznie w kolejnym, że się tak wyrażę, kabarecie Studia 2), przed telewizorem, z zamiarem spokojnego spędzenia wieczoru, zasiadał Wojciech Pokora. Następnie na ekranie pojawiały się Siostry Sisters – Barbara Wrzesińska i Krystyna Sienkiewicz, Pan Janeczek – Jan Kobuszewski i inni. W zasadzie we wszystkich odcinkach Właśnie leci kabarecik pojawiały się fragmenty wcześniejszych produkcji, m.in. Gallux Show.
W filmowej czołówce programu ze schodów spadał Zdzisław Leśniak, wypuszczając z ręki wiklinowy kosz z różnymi dobrami – tekst towarzyszącej piosenki zawierał fragment wiersza Konstantego Ildefonsa Gałczyńskiego Piosenka o braciach Rojek:
Ten kosz to wszystko moje,
mam dwie koszule w nim.
Ja się nie boję braci Rojek.
Rym cym cym.
Stały element programu stanowiły również realizowane trickowo teleportacje postaci ze sceny kabaretu do domu Wojciecha Pokory i odwrotnie, inscenizowane przez imitowane wyciąganie przenoszącej się osoby za ręce poprzez ekran telewizyjny.
W roku 1995 10 odcinków Właśnie leci kabarecik wyemitowała TV Polonia.
Kolejnej reemisji wraz z komentarzem Olgi Lipińskiej dokonała stacja Kino Polska w roku 2009.

## Lista odcinków
Odcinki nie miały tytułów, poniżej hasłowy wykaz tematów poszczególnych programów:
1. Sprzątanie
2. Gdzie jest Zdzisio?
3. Sylwester
4. Mecz
5. Choroba Wojtka (Foka)
6. Powrót Krysi
7. Pigułki nasenne (Wyjazd)
8. Brydż
9. Książeczka samochodowa
10. Imieniny Basi
11. Naczelnik Bączek
12. „Zemsta”